# Даниил II Берски и Негушки
Даниил (на гръцки: Δανιήλ) е гръцки духовник, митрополит на Вселенската патриаршия.

## Биография
Даниил служи като протосингел на патриарх Мелетий II Константинополски (1768 – 1769). След отстраняването на Мелетий II и затварянето му в затвора Бостанджибаши, Даниил е затворен с него и след единадесет дни е освободен заедно с него.
На 12 юли 1769 година е ръкоположен за берски и негушки митрополит на Вселенската патриаршия. Според някои източници Даниил заема берската катедра един месец по-рано, през юни 1769 година.  По време на Руско-турската война  (1787 – 1792) той се опитва да организира освободителна борба в своята епархия в сътрудничество със съседните владици.
Умира в 1799 година.